# 弗拉加
弗拉加，是西班牙阿拉贡自治区韦斯卡省的一个市镇。总面积438平方公里，总人口12100人（2001年），人口密度28人/平方公里。